# New York Mills (Minnesota)
New York Mills è un comune (city) degli Stati Uniti d'America della contea di Otter Tail nello Stato del Minnesota. La popolazione era di 1,199 persone al censimento del 2010.

## Storia

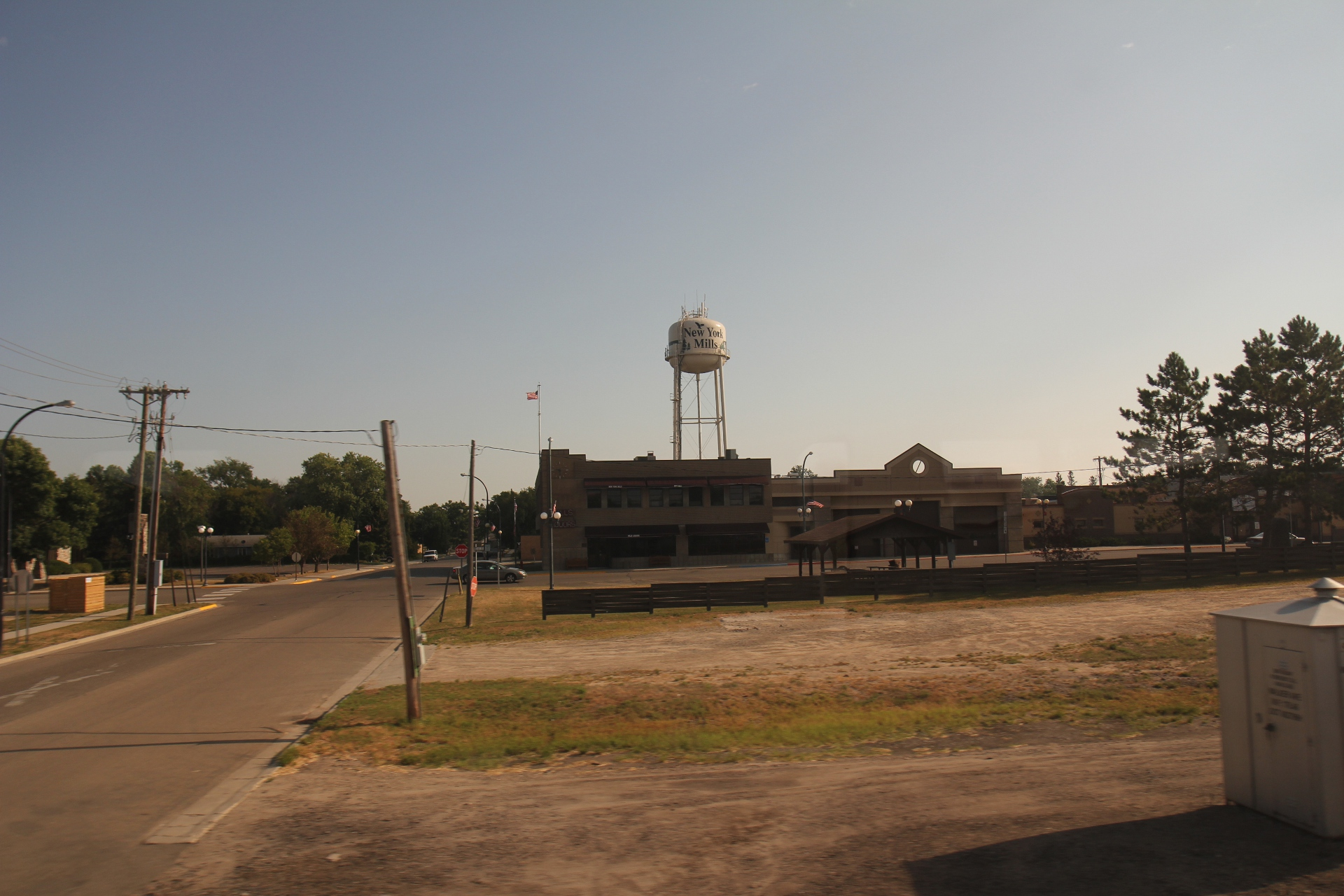
Il centro di New York Mills e la torre dell'acqua

New York Mills è stata intrecciata nel 1883. La città fu originariamente costruita principalmente da finlandesi.

## Geografia fisica
Secondo lo United States Census Bureau, ha un'area totale di 1,30 miglia quadrate (3,37 km²).

## Società

### Evoluzione demografica
Secondo il censimento del 2010, c'erano 1,199 persone.

### Etnie e minoranze straniere
Secondo il censimento del 2010, la composizione etnica della città era formata dal 94,8% di bianchi, lo 0,3% di afroamericani, l'1,8% di nativi americani, lo 0,3% di altre razze, e il 2,8% di due o più etnie. Ispanici o latinos di qualunque razza erano l'1,8% della popolazione.